# Denís Milar
Denís Alfredo Milar Otero (Montevideo, 1952. június 20. –) válogatott uruguayi labdarúgó, csatár.

## Pályafutása

### Klubcsapatban
1972 és 1975 között a montevideói Liverpool labdarúgója volt. 1975 és 1978 között a Granada CF csapatában szerepelt. 1978-ban hazatért és 1978 és 1981 között a Nacional, 1982-ben a Progresso játékosa volt. 1984–85-ben az ecuadori Universidad Católica, 1987-ben a chilei San Luis de Quillota együttesében játszott.

### A válogatottban
1973 és 1979 között 19 alkalommal szerepelt az uruguayi válogatottban és négy gólt szerzett. Részt vett az 1974-es NSZK-beli világbajnokságon.

## Sikerei, díjai
Nacional
- Uruguayi bajnokság
  - bajnok: 1980